# محور دماغي معوي

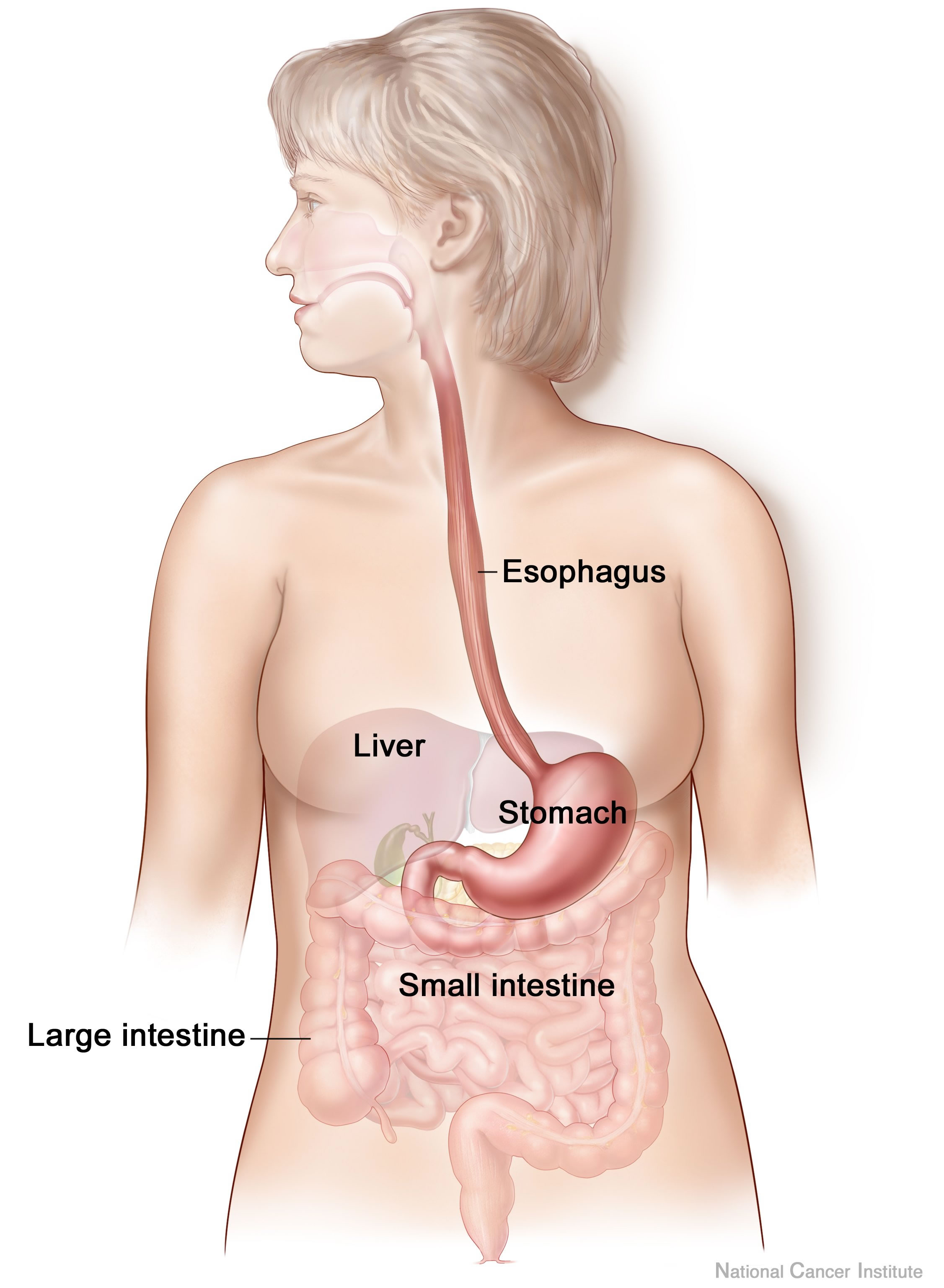

المحور الدماغي المعوي هو إشارة كيميائية حيوية تحدث ما بين القناة الهضمية والجهاز العصبي المركزي. يُستخدم مصطلح «محور دماغي معوي» أحيانًا للإشارة إلى دور الفلورا المعوية في هذا التفاعل، بينما يشمل مصطلح «محور دماغي معوي ميكروبيومي» بشكل أوضح دور الفلورا المعوية في أحداث الإشارة الكيميائية الحيوية التي تنشأ بين القناة الهضمية والجهاز العصبي المركزي.
من المعروف أن المحور الدماغي المعوي يشمل الجهاز العصبي المركزي بالإضافة إلى الجهازين العصبي الصماوي والعصبي المناعي، بما في ذلك المحور الوطائي النخامي الكظري، والفروع الودية واللاودية للجهاز العصبي الذاتي، الذي يشمل الجهاز العصبي المعوي والعصب المبهم والميكروبيوم المعوي. تُعد المرحلة العمودية للهضم أولى التفاعلات الدماغية المعوية الموضحة، عبر إطلاق مفرزات معوية وبنكرياسية استجابةً للإشارات الحسية، مثل شم الطعام ورؤيته. وقد عُرض هذا لأول مرة بواسطة بافلوف.
أثارت دراسة في عام 2004 الاهتمام حول هذا المجال، إذ أظهرت أن الفئران الخالية من الجراثيم (جي إف) قد أبدت استجابة محور «إتش بي إيه» كبيرة بالنسبة إلى الجهد مقارنةً بفئران المختبر الأخرى.
بدءًا من أكتوبر 2016، أُجري العمل المتعلق بدور الفلورا المعوية في المحور الدماغي المعوي بمعظمه على الحيوانات، أو عبر تمييز مختلف المركبات العصبية التي تنتجها الفلورا المعوية. كانت الدراسات التي أُجريت على البشر – قياس اختلافات الفلورا المعوية بين أشخاص يعانون من الحالات العصبية والنفسية المختلفة أو عند الضغط، أو قياس تأثيرات مختلف المعينات الحيوية (يُطلق عليها «المعينات الحيوية النفسية» في هذا السياق) – ضئيلةً بشكل عام ولم تُعمم إلا مؤخرًا. تبقى اختلافات الفلورا المعوية، فيما إذا كانت ناتجةً عن المرض أو مسببة له أو كليهما، في أي عدد من حلقات التغذية المحتملة للمحور الدماغي المعوي، غير واضحة.

## التكامل الدماغي المعوي
يُعد المحور الدماغي المعوي، وهو نظام اتصال عصبي هرموني ثنائي الاتجاه، مهمًا في الحفاظ على الاستتباب الداخلي، ويُضبط بواسطة الجهازين العصبيين المركزي والمعوي، بالإضافة إلى المسارات العصبية والصماوية والمناعية والاستقلابية، التي تشمل المحور الوطائي النخامي الكظري (محور إتش بّي إيه) على وجه الخصوص. توسع هذا المصطلح ليشمل دور الفلورا المعوية كجزء من «المحور الدماغي المعوي الميكروبيومي»، وهو رابط بين الوظائف بما في ذلك الفلورا المعوية.
أثارت دراسة في عام 2004 (أجراها كل من نوبويوكي سودو ويويتشي شيدا) الاهتمام حول هذا المجال، إذ أظهرت أن الفئران الخالية من الجراثيم (وهي فئران مختبر متجانسة وراثيًا، وُلدت ونمت في بيئة مطهرة) قد أبدت استجابة محور «إتش بي إيه» كبيرة بالنسبة إلى الجهد مقارنةً بفئران المختبر الأخرى.
تستطيع الفلورا المعوية إنتاج سلسلة من الجزيئات العصبية، مثل الأسيتيل كولين، والكاتيكولامين، وحمض الغاما أمينوبيوتيريك، والهستامين، والميلاتونين والسيروتونين، التي تُعد أساسيةً في ضبط التمعج والإحساس المعوي. يرتبط التغير في تكوين الفلورا المعوية بالنظام الغذائي، أو الأدوية أو الأمراض التي تترافق مع تغيرات في مستويات السيتوكينات الجائلة، التي يمكن أن يؤثر بعضها على وظائف الدماغ. تطلق الفلورا المعوية أيضًا جزيئات تنشط العصب المبهم بشكل مباشر، إذ تنقل المعلومات حول حالة الأمعاء إلى الدماغ.
وبالمثل، تنشط الحالات الحادة أو المزمنة من الضغط الشديد المحور الوطائي النخامي الكظري، مسببةً تغيرات في الفلورا المعوية والظهارة المعوية، وربما تسبب تأثيرات جهازية. علاوةً على ذلك، يؤثر المسار المضاد للالتهاب الكوليني، الذي ينقل الإشارة عبر العصب المبهم، في الفلورا المعوية والظهارة المعوية. يتكامل حسا الجوع والشبع في الدماغ، ويؤثر وجود الطعام في الأمعاء أو غيابه على تكوين الفلورا المعوية ونشاطها أيضًا.
على الرغم من ذلك، أُجري العمل المتعلق بدور الفلورا المعوية في المحور الدماغي المعوي بمعظمه على الحيوانات، بما في ذلك الفئران الخالية من الجراثيم صنعيًا. بدءًا من عام 2016، كانت الدراسات التي أُجريت على البشر – قياس اختلافات الفلورا المعوية بين أشخاص يعانون من الحالات العصبية والنفسية المختلفة أو عند الضغط، أو قياس تأثيرات مختلف المعينات الحيوية (يُطلق عليها «المعينات الحيوية النفسية» في هذا السياق) – ضئيلةً بشكل عام ولا يمكن تعميمها؛ تبقى اختلافات الفلورا المعوية، فيما إذا كانت ناتجةً عن المرض أو مسببًا له أو كليهما، في أي عدد من حلقات التغذية المحتملة للمحور الدماغي المعوي، غير واضحة.
يعود تاريخ الأفكار التي تهتم بالعلاقة ما بين الأمعاء والعقل إلى القرن التاسع عشر. أشارت مفاهيم مثل عسر الهضم والوهن العصبي المعدي إلى تأثير الأمعاء على مشاعر البشر وأفكارهم.